# Codex Canonum Ecclesiarum Orientalium
De Codex Canonum Ecclesiarum Orientalium (CCEO) of Wetboek van Canones van de Oosterse Kerken is het wetboek van canoniek recht van de Oosters-katholieke Kerken. Het werd op 18 oktober 1990 afgekondigd door de apostolische constitutie Sacri Canones.